# Alf Onshuus
Alf Onshuus (Bogotá, Colombia,1976). 
Estudió Matemáticas en la Universidad de los Andes, y tiene un doctorado en Matemáticas de la Universidad de Berkeley (EE. UU.).
Trabaja en el campo de la Teoría de Modelos, con especialidad en las áreas de teoría de la estabilidad y o-minimalidad. 
Es profesor del departamento de Matemáticas de la Universidad de Los Andes (Colombia).
Fue ganador del Premio del Congreso Matemático de las Américas en el Primer Congreso Matemático de las Américas en Guanajuato (2013). 

### Artículos en revistas científicas
Onshuus A, Post S. (2022) REAL LIE GROUPS AND O-MINIMALITY. Proceedings of the American Mathematical Society (ISSN 0002-9939) 150 (6), pp. 2701-2714.
Onshuus A, Carmona J, Davila K, Zamora R. (2021) A fixed-point theorem for definably amenable groups. Archive for Mathematical Logic (ISSN 0933-5846) 60 (4), pp. 413-424.
Clifton E, Onshuus A. (2014) Consistent amalgamation for p-forking. Annals of Pure and Applied Logic (ISSN 0168-0072) 165 (2), pp. 503-519.
Onshuus A, Usvyatsov A. (2011) ON DP-MINIMALITY, STRONG DEPENDENCE AND WEIGHT. Journal of Symbolic Logic (ISSN 0022-4812) 76 (3), pp. 737-758.
Onshuus A. (2006) Properties and consequences of thorn-independence. Journal of Symbolic Logic (ISSN 0022-4812) 71 (1), pp. 1-21.